# Sheranut Yusanonda
Sheranut Yusanonda (ชีรณัฐ ยูสานนท์, spesso traslitterato come Cheranut Yusanonda), nota anche con lo pseudonimo di Namcha (น้ำชา), o talvolta Tea Namcha, (Bangkok, 27 novembre 1988), è una cantante, attrice e fashion designer thailandese.
Di origini cinesi, fin da bambina ha sempre sognato di fare la cantante. Ha intrapreso anche una carriera da fashion designer creando nel 2014 la marca d'abbigliamento "Sheranut" e dal 2016 la marca di cosmetici "Rad Cosmetics".

## Discografia

### Album
- 2009 - Ruk tae... yung ngai
- 2011 - Lips Me Please
- 2012 - Namcha (New Single)

### Singoli
- 2008 - Daao bon faa plaa nai naam ter nai fan
- 2008 - Chan ja thum tung ngai dee
- 2009 - Ruk tae... yung ngai
- 2009 - Tee chun koey yeun
- 2009 - Look mai teun teun
- 2009 - Kon yen chah... mai leua krai
- 2009 - Yahk roo
- 2009 - Laek gap gaan daai rak ter
- 2010 - Kon tee wai jai... rai tee soot
- 2010 - Young mai prom fung
- 2010 - Lom pay lom put
- 2010 - Chai chan mai chai khong thoe
- 2010 - Wiwah wah woon (ft. Chayuti Siripin)
- 2010 - Kon mai roo tua (ft. Chayuti Siripin)
- 2010 - Keu tur
- 2010 - Ruk took reudoo
- 2010 - Mai koie pae krai tae mai chana jai ter
- 2010 - Ruk took reudoo (Love Mix)
- 2011 - Rak naa doo (ft. Mighty Mouth)
- 2011 - Saung jai ruam gun (ft. Popetorn Soonthornyanakij)
- 2011 - Chun roo
- 2011 - Rak thae phae thuk yang
- 2011 - Lom pay lom put
- 2012 - Fine Fine Fine (ft. Southside)
- 2012 - Lup lung... tummai
- 2012 - Gert mah kae rak gun
- 2013 - Yahk jup tur pleuay
- 2013 - Mai dai mot rak tae mot raeng
- 2013 - Mai khit mai fan
- 2013 - Tur ja yoo nai jai kaung chun samur (feat. Chinawut Indracusin)
- 2013 - Chun rak tur Tee pen baep nee
- 2014 - Look mai kaung por
- 2014 - Ying rak ying ngao
- 2015 - Prom likit
- 2016 - Kum taup kaung tur
- 2016 - Reuang meua keun
- 2017 - Khae phapluangta

### Collaborazioni
- 2012 - Double Love (feat. Sarunyu Winaipanit)

## Filmografia

### Cinema
- Thongsook 13, regia di Taweewat Wantha (2013)
- Love arumirai, regia di Kanakarn Saithong e Jit Khamnoedrat (2015)
- 3 AM Aftershock, regia di Phawat Panangkasiri, Nitiwat Cholwanichsiri e Thammanoon Sukulboontanom (2018)

### Televisione
- Tai lom mai leuy reun sira - serie TV (2000)
- Ruk tae zaab lai - serie TV (2007)
- Saeng dao hang hua jai - serie TV (2007)
- Rongrem phi - serie TV (2010)
- Chocolate 5 reudoo - serie TV (2010)
- Pim mala - serie TV (2011)
- Office pichit jai - serie TV (2013)
- Forward - serie TV (2013)
- Nai marn mek - serie TV (2014)
- Ban tuek kam - serie TV (2015)
- Wifi Society - serie TV, episodi 1x03 e 1x04 (2015)
- Piang chai khon nee mai chai phu wiset - serie TV (2016)
- Lovey Dovey - serie TV (2016)
- Bussaba na talad - serie TV (2016)
- Doi banteuk gam - serie TV (2016)
- Rak kan panlawan - serie TV (2018)
- Faa faak rak - serie TV, in produzione (2019)